# Michelle Yvonne Simmons

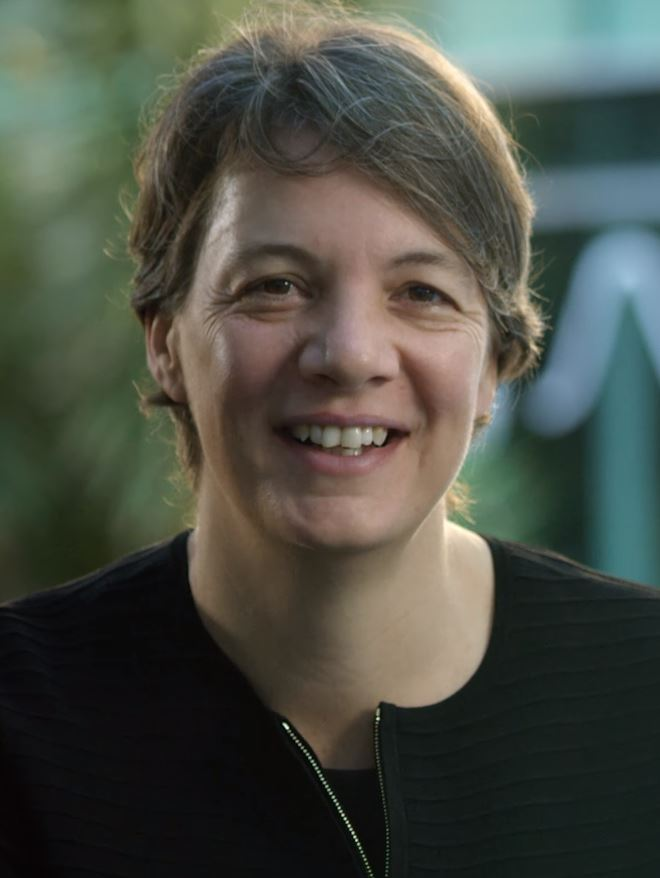
Michelle Yvonne Simmons

Michelle Yvonne Simmons AO (* 14. Juli 1967 in London) ist eine australische Professorin für Quantenphysik und Direktorin des Centre of Excellence for Quantum Computer Technology an der University of New South Wales. Sie gilt als Pionierin der Quantenrechnung.

## Werdegang
In den 1990ern arbeitete Simmons als Research Fellow in Quantenelektronik bei Michael Pepper am Cavendish-Laboratorium, wo sie für die Entdeckung des 0,7 G-Plateaus beim Quantenpunktkontakt und die Entwicklung von 1-Loch-Transistoren international bekannt wurde. 1999 erhielt sie eine Queen Elisabeth II Fellowship und ging nach Australien. Sie ist ein Gründungsmitglied des Centre of Excellence for Quantum Computer Technology.

## Errungenschaften
Ab 2000 etablierte Simmons eine große Forschungsgruppe zur Entwicklung atomarer Bauelemente in Silicium und Germanium. Ihre Forschungsgruppe entwickelte den ersten atomaren Transistor mit einer Genauigkeit von 1 nm.
Simmons hat mehr als 350 Artikel in wissenschaftlichen Zeitschriften publiziert und ein Buch über Nanotechnologie geschrieben. Sie besitzt vier Patente.

## Auszeichnungen
2005 erhielt Simmons die Pawsey Medal der Australian Academy of Science und wurde 2006 einer der jüngsten Fellows der Akademie. 2011 war sie NSW Scientist of the Year. 2014 wurde sie in die American Academy of Arts and Sciences aufgenommen. 2015 erhielt sie den Australian Eureka Prize for Leadership in Science und die Thomas Ranken Lyle Medal. Ebenfalls für 2015 wurde ihr der Feynman Prize in Nanotechnology zugesprochen, für 2017 der UNESCO-L’Oréal-Preis. Seit 2015 ist sie Fellow der American Association for the Advancement of Science, seit 2018 Mitglied der Royal Society. Simmons wurde als Bakerian Lecturer 2022 ausgewählt und erhielt den Prime Minister’s Prizes for Science 2023.